# Куперит
Куперит — воспаление куперовой железы, располагающейся вблизи луковичной части уретры у мужчин.

## Этиология и патогенез
Чаще куперит сопровождает гонорейные или трихомонадные уретриты, реже обусловлен неспецифической бактериальной инфекцией. Инфицирование обычно обусловлено попаданием инфекционного агента через выводные протоки железы (реже обеих) из мочеиспускательного канала. По патоморфологии различают катаральный, фолликулярный, паренхиматозный куперит.

## Клиническая картина
Куперит сопровождается болями в промежности, особенно выраженными при сидении и мочеиспускании, выделениями из уретры после ходьбы. Куперова железа увеличена в размерах, пальпируясь между мошонкой и анальным отверстием, болезненна при надавливании. В некоторых случаях клиническая картина скудная.

## Диагностика
Диагностика осуществляется посредством бактериологического исследования секрета железы, уретроскопии, УЗИ, рентгеноконтрастной уретрографии. Наличие лейкоцитов в секрете железы расценивается как патологический признак.
Уретрография при остром куперите позволяет выявить воронкообразное вдавление в уретре на уровне её мембранозной части. Хронический куперит при уретрографии проявляется рефлюксом контрастного вещества в выводные протоки железы, иногда в её паренхиму. Выводные протоки при хроническом куперите часто деформированы, дилятированы вблизи мочеиспускательного канала. Возможно выявление очагов обызвествления в куперовой железе.

## Лечение
Лечение острого куперита включает постельный режим, покой, холод на промежность, антибактериальную терапию; хирургическое лечение при абсцессе куперовой железы. В лечении хронического куперита используются горячие сидячие ванны.